# 兰皮维尔
兰皮维尔（法語：Limpiville，法語發音：[lɛ̃pivil]）是法国滨海塞纳省的一个市镇，属于勒阿弗尔区。

## 地理
兰皮维尔（49°41'23"N, 0°30'10"E）面积4.24 平方千米，位于法国诺曼底大区滨海塞纳省，该省份为法国北部沿海省份，其西部及北部濒大西洋英吉利海峡，东起顺时针与索姆省、瓦兹省、厄尔省和卡爾瓦多斯省接壤。
与兰皮维尔接壤的市镇（或旧市镇、城区）包括：伊普勒维尔-比维尔。

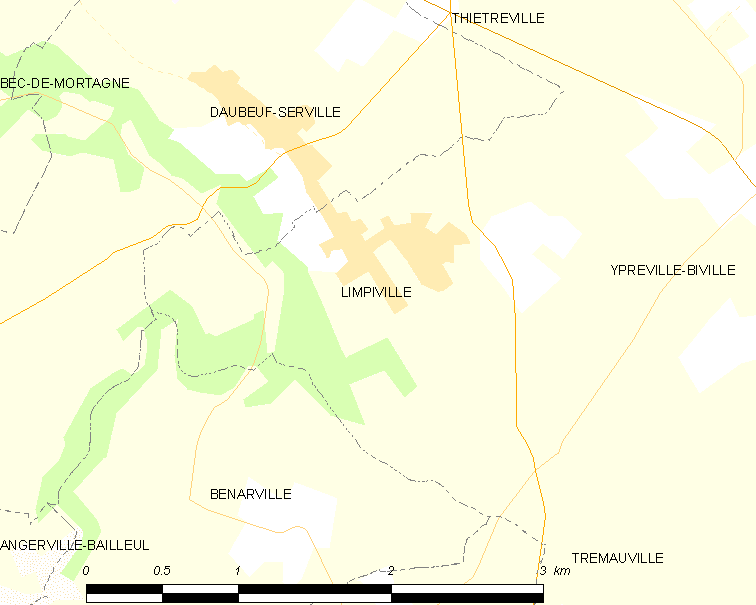
兰皮维尔的OSM定位图

兰皮维尔的时区为UTC+01:00、UTC+02:00（夏令时）。

## 行政
兰皮维尔的邮政编码为76540，INSEE市镇编码为76386。

## 政治
兰皮维尔所属的省级选区为费康县。

## 人口

1962-2008年间兰皮维尔人口变化图示

兰皮维尔于2022年1月1日时的人口数量为399人。